# Католицизм в Гватемале
Католицизм в Гватемале или Католическая церковь в Гватемале является частью всемирной Католической церкви. Численность католиков в Гватемале составляет около 9 миллионов 200 тысяч человек (85 % от общей численности населения).

## История
Первые католические миссионеры из монашеских орденов иезуитов, доминиканцев, францисканцев появились на территории современной Гватемалы в первой половине XVI века вскоре после того, как Испания завоевала эти территории. Католическая церковь проводила в это время активную миссионерскую деятельность среди местного населения. Монахи организовывали миссии среди индейцев, изучали местные языки. Одним из самых известных миссионеров, изучавших культуру и традицию индейцев, был доминиканец Бартоломе де лас Касас, написавший сочинение «История Индий» и сыгравший значительную роль в защите местного населения от притеснений испанских колонистов. Бартоломе де лас Касас. В 1534 году Святой Престол учредил первую епархию (сегодня — Архиепархия Гватемалы) в Гватемале. В колониальный период Католическая церковь сыграла значительную роль в общественной жизни местного населения. Миссионеры создали алфавит для местных индейских языков, изучали историю индейских языков.
В 1853 году вскоре после обретения независимости Гватемалы в 1821 году между Ватиканом и Гватемалой был подписан конкордат, который был отменён в 1870 году после прихода к власти сторонников либеральных идей. Новая власть проводила секулярную политику. Новые законы отделили церковь от государства, ограничили деятельность Католической церкви. Из страны стали высылать католических священнослужителей. Влияние Католической церкви на общественную жизнь страны значительно сократилось.
В 1936 году в Гватемале стали работать иезуиты, которые смогли вывести местную католическую общину из состояния стагнации. 15 марта 1936 года Римский папа Пий XI издал бреве Ad munus Nobis, которым учреди апостольскую нунциатуру в Гватемале. В 1954 году к власти пришли военные и в стране на долгие годы возникло гражданское противостояние, приведшее к повстанческому движению. В 1982 к власти пришёл Эфраин Риос Монтт, поддерживавший протестантские движения и деятельность Католической церкви в стране вновь пришла в упадок.
После прихода к власти в январе 1986 года гражданского правительства Католическая церковь получила свободу в своей деятельности.
Римский папа Иоанн Павел II посетил Гватемалу с пастырским визитом в 1983 и 1996 годах.

## Структура
В настоящее время в Гватемале действуют две архиепархии, 10 епархий, одна территориальная прелатура, два апостольских викариата, 447 приходов. Централизованным органом Католической церкви в Гватемале является Конференция католических епископов Гватемалы.
- Архиепархия Гватемалы;
  - Епархия Верапаса;
  - Епархия Сакапы;
  - Епархия Святой Розы Лимской;
  - Епархия Халапы;
  - Епархия Эскуинтлы;
  - Территориальная прелатура Санто-Кристо-де-Эсквипуласа;

- Архиепархия Лос-Альтос Кесальтенанго-Тотоникапана;
  - Епархия Киче;
  - Епархия Сан-Маркоса;
  - Епархия Сололы-Чимальтенанго;
  - Епархия Сучитепекаса-Реталулеу;
  - Епархия Уэуэтенанго;
  - Апостольский викариат Исабаля;
  - Апостольский викариат Эль-Петена.

## Источник
- Католическая Энциклопедия, т. 1, М., изд. Францисканцев, 2002, стр. 1210—1211, ISBN 5-89208-037-4
- Guida delle missioni cattoliche 2005, Cura della Congregatio pro gentium evangelizatione, Roma, Urbaniana University Press, 2005
- Бреве Ad munus Nobis, AAS 28 (1936), стр. 230